# Mai Hygum Andersen
Mai Hygum Andersen (verh. Marxen; * 24. April 1982 im Aal Sogn) ist eine ehemalige dänisch-grönländische Handballspielerin.

## Leben und Karriere
Mai Hygum Andersen ist die Tochter des Beamten Ivan Hygum Andersen (* 1959) und der Schulsekretärin Gerda Elisabeth Bloch Jørgensen (* 1959). Kurz nach der Geburt zog die Familie in die grönländische Hauptstadt Nuuk, wo sie bis zu ihrem sechsten Lebensjahr aufwuchs. Dadurch war sie auch für Grönland spielberechtigt. Als Spielerin des dänischen Vereins Odense GOG stand bei der Handball-Weltmeisterschaft 2001 im Kader der grönländischen Nationalmannschaft, die sich zum ersten und bislang einzigen Mal in der Geschichte für dieses Turnier qualifizieren konnte und dabei unter 24 teilnehmenden Mannschaften den letzten Platz belegte. Sie debütierte am 4. Dezember 2001 bei der 13:35-Niederlage gegen Jugoslawien für die Nationalmannschaft und bestritt insgesamt drei Länderspiele, in denen sie sieben Treffer erzielte. Im Jahr 2010 gehörte sie bei der U-20-Weltmeisterschaft der Frauen zum Betreuerstab der Grönländerinnen.